# Tonestus graniticus
Tonestus graniticus là một loài thực vật có hoa trong họ Cúc. Loài này được (Tiehm & L.M.Shultz) G.L.Nesom & D.R.Morgan miêu tả khoa học đầu tiên năm 1990.